# Strada nazionale 95
La strada nazionale 95 era una strada nazionale del Regno d'Italia che collegava Lecce a Gallipoli.
Venne istituita nel 1923 con il percorso "Lecce - Gallipoli".
Nel 1928, in seguito all'istituzione dell'Azienda Autonoma Statale della Strada (AASS) e alla contemporanea ridefinizione della rete stradale nazionale, il suo tracciato costituì l'intera strada statale 101 Salentina.